# Daniel Richter
Daniel Richter (Darien, 15 giugno 1939) è un mimo, alpinista e attore statunitense.

## Biografia
Celebre per aver partecipato al film 2001: Odissea nello spazio dove ha recitato la parte del "Moonwatcher", uno dei primati nella scena iniziale del film; continuò a distanza di anni il suo lavoro con Stanley Kubrick. Scrisse anche un libro sull'argomento dal titolo Moonwatcher's Memoir: A Diary of 2001, a Space Odyssey. Nel 1971-72 collaborò anche alla realizzazione del film Imagine di John Lennon & Yōko Ono, essendo il fotografo personale della coppia.

## Filmografia
- 2001: Odissea nello spazio (2001: A Space Odyssey), regia di Stanley Kubrick (1968)
- Il rivoluzionario (The Revolutionary), regia di Paul Williams (1970)
- Imagine, regia di John Lennon & Yōko Ono (1972)

## Opere
- Daniel Richter.  Moonwatcher's Memoir: A Diary of 2001, a Space Odyssey. New York: Carroll & Graf. ASIN 078671073X. ISBN 978-0786710737, 2002